# Hugo de Vries
Hugo Marie de Vries, ForMemRS] (phát âm tiếng Hà Lan: [yɣoː də vris]; 16 tháng 2 năm 1848 - 21 tháng 5 năm 1935) là một nhà thực vật học người Hà Lan và là một trong những nhà di truyền học đầu tiên. Ông được biết đến chủ yếu vì đã đề xuất khái niệm về gen, tái khám phá lại các quy luật di truyền vào những năm 1890, khi không biết về công trình di truyền của Gregor Mendel. Ông là người đã đưa ra thuật ngữ "đột biến" và phát triển một lý thuyết tiến hóa đột biến.